# Zilog Z8000
Z8000 — 16 битный микропроцессор, представленный компанией Zilog в апреле 1979 года. Архитектура была разработана Бернардом Путо (англ. Bernard Peuto), логическая схема и физическая реализация — Масатоси Сима (англ. Masatoshi Shima, яп. 嶋 正利) с участием небольшой команды. Z8000 не был Z80-совместимым, и хотя и имел некоторое использование до 90-х, но никогда не был широко распространённым. Тем не менее, контроллеры Z16C01 и Z16C02 по-прежнему используют ядро Z8000.

## Использование
В начале 80-х процессоры семейства Z8000 были популярны для сектора настольных Unix-компьютеров. Они позволяли небольшим компаниям использовать настоящие многопользовательские системы и разделять ресурсы (такие как принтеры, дисковые накопители, etc) до широкого распространения сетей. Такие машины имели обычно только 4-16 последовательных портов RS232 и 1-4 параллельных, и не имели встроенной графической системы (что было типично для серверов тех времён).

## Технические характеристики
- Дата анонса: апрель 1979 года
- Тактовая частота (МГц): 4-10 для основной версии; 4-20 КМОП-версии;
- Разрядность регистров: 16 бит
- Разрядность шины данных: 16 бит
- Разрядность шины адреса: 23 бита, в версии Z8002 — 16 бит
- Объём адресуемой памяти: 8 Мбайт для Z8001, 64 Кбайт для Z8002, отдельно 64 Кбайт I/O портов
- Количество транзисторов: 17’500
- Техпроцесс (нм): 6000-3000 (3 мкм)
- Размер кристалла: 4,6 × 4,9 мм; площадь — 22,54 мм²
- Напряжение питания: +5 В
- Корпус: 40- или 48-контактный керамический или пластмассовый DIP, 44- и 68-контактный PLCC и PQFP.

## Микропроцессорный комплект
Кроме собственно процессора, фирма Zilog разработала и выпустила серию сопроцессоров и микросхем поддержки. Микросхемы, маркированные как Z80xx, предназначены для работы на Z-шине, Z85xx — на универсальной мультиплексированной шине.
- Менеджер памяти Z8010
- Контроллер DMA: Z8016 и Z8516
- Контроллер последовательного интерфейса: Z8030 и Z8530
- Контроллер асинхронного последовательного интерфейса: Z8031 и Z8531
- Счетчик/таймер и интерфейс параллельного ввода-вывода: Z8036 и Z8536
- FIFO-интерфейс ввода-вывода: Z8038 и Z8538
- Буфер FIFO и расширитель Z-FIO: Z8060 и Z8560
- Сопроцессор шифрования данных Z8068
- Математический сопроцессор Z8070 (не вышел из стадии разработки)
- Универсальный периферийный контроллер: Z8090/4 и Z8590/4